# Повстання Петрика
Повстання Петрика — козацьке повстання у 1692—1693 роках, очолюване Петром Іваненком (Петриком), гетьманом Ханської України.

## Договір з Кримським ханом
23 квітня 1692 року Іваненко у супроводі 60 козаків рушив до Казикермену, де 26 травня уклав Вічний мир між Україною та Кримом (Вічний мир із ясновельможним його милістю ханом і з усією державою Кримською видільного Київського та Чернігівського князівства і всього Запорозького городового війська і народу Малоросійського).
Ця угода оголошувала Україну «видільною» (незалежною) державою. Після цього Петрик оголосив антимосковське повстання, видавши в липні 1692 р. свої універсали, та з Казикермену переїхав до Перекопу.

## Перебіг повстання
У липні 1692 обраний гетьманом України, розпочав боротьбу за допомогою кримського війська проти Московського царства та Мазепи (походи 1692, 1693, 1694, 1696 років).
Обложену Новобогородицьку фортецю взяти йому не пощастило, з орільських сотень йому піддалося два міста: Китайгород і Царичанка.
Повторну акцію Петрик здійснив у січні 1693 року, пішовши на землі Полтавського полку з татарами; ходив у походи ще 1694 і 1696 роках, але успіху не мав.

## Наслідки повстання
Таким чином, підняти національно-визвольного повстання Петрик не зумів, козаків при собі мав небагато (близько 500) і міг вести тільки локальні дії.
На значення повстання Петрика історіографія дивиться по різному. Дослідниками в цій галузі є Микола Андрусяк, М.Слабченков, О. Оглоблин та інші.